# Sarah Smart
Pour les articles homonymes, voir Smart (homonymie).
Sarah Smart (née le 3 mars 1977 à Birmingham, West Midlands, (Angleterre)), est une actrice britannique.

## Biographie
Sa carrière a commencé quand elle était enfant, notamment dans la série télévisée Woof!. En 2002, Sarah joue dans Sparkhouse, une série télévisée dramatique et romantique. Son apparition dans Jane Hall en 2006 l'a profondément marquée. Entre 2008 et 2010, elle joue Anne-Britt Hoglund dans la série Wallander. Smart est une ancienne élève de la St Paul's School for Girls de Birmingham, elle y est retournée pendant l'été 2009 pour signer des autographes.

## Filmographie

### Séries télévisées
- 2011 : Doctor Who (Série TV) : Jennifer (Saison 6, épisodes 5 et 6)
- 2011 : saison 14 d'Inspecteur Barnaby épisode 3 "Echo du passé" : Jo Starling
- 2009 : Saison 4 de Miss Marple épisode 3 "Jeux de glaces" : Mildred
- 2009 : Casualty 1909
- 2008-2010 : Wallander
- 2008 : Hercule Poirot (série TV, épisode Mrs McGinty est morte) : Maude
- 2008 : Casualty 1907
- 2007 : Cinq jours (Five Days)
- 2006 : Jane Hall
- 2006 : Casualty 1906
- 2005 : Funland
- 2003 : Hildan Way
- 2002 : Sparkhouse
- 2000 : Urban Gothic : Claire (Saison 2 épisode 7 Ritual Slaughter)
- 2000 : David Copperfield
- 2000 : At Home with the Braithwaites
- 1998 : Wuthering Heights
- 1997 : Soldier Soldier